# بوساداس ميسيونيس (مدينة)
بوساداس، ميسيونيس (بالإسبانية: Posadas, Misiones)‏ هي منطقة سكنية تقع في الأرجنتين في ميسيونس (محافظة). يقدر عدد سكانها بـ 344,833 نسمة وترتفع عن سطح البحر 120 متر.

## المناخ
يظهر الجدول التالي التغييرات المناخية على مدار السنة لبوساداس، ميسيونيس:
| البيانات المناخية لـبوساداس، ميسيونيس      | البيانات المناخية لـبوساداس، ميسيونيس | البيانات المناخية لـبوساداس، ميسيونيس | البيانات المناخية لـبوساداس، ميسيونيس | البيانات المناخية لـبوساداس، ميسيونيس | البيانات المناخية لـبوساداس، ميسيونيس | البيانات المناخية لـبوساداس، ميسيونيس | البيانات المناخية لـبوساداس، ميسيونيس | البيانات المناخية لـبوساداس، ميسيونيس | البيانات المناخية لـبوساداس، ميسيونيس | البيانات المناخية لـبوساداس، ميسيونيس | البيانات المناخية لـبوساداس، ميسيونيس | البيانات المناخية لـبوساداس، ميسيونيس | البيانات المناخية لـبوساداس، ميسيونيس |
| الشهر                                      | يناير                                 | فبراير                                | مارس                                  | أبريل                                 | مايو                                  | يونيو                                 | يوليو                                 | أغسطس                                 | سبتمبر                                | أكتوبر                                | نوفمبر                                | ديسمبر                                | المعدل السنوي                         |
| ------------------------------------------ | ------------------------------------- | ------------------------------------- | ------------------------------------- | ------------------------------------- | ------------------------------------- | ------------------------------------- | ------------------------------------- | ------------------------------------- | ------------------------------------- | ------------------------------------- | ------------------------------------- | ------------------------------------- | ------------------------------------- |
| الدرجة القصوى °م (°ف)                      | 41.2 (106.2)                          | 39.8 (103.6)                          | 39.5 (103.1)                          | 36.2 (97.2)                           | 34.0 (93.2)                           | 31.0 (87.8)                           | 33.0 (91.4)                           | 38.2 (100.8)                          | 37.2 (99.0)                           | 38.3 (100.9)                          | 41.7 (107.1)                          | 42.1 (107.8)                          | 42.1 (107.8)                          |
| متوسط درجة الحرارة الكبرى °م (°ف)          | 33.0 (91.4)                           | 32.1 (89.8)                           | 31.2 (88.2)                           | 27.6 (81.7)                           | 23.9 (75.0)                           | 21.9 (71.4)                           | 21.9 (71.4)                           | 24.2 (75.6)                           | 25.1 (77.2)                           | 28.3 (82.9)                           | 30.3 (86.5)                           | 32.4 (90.3)                           | 27.7 (81.9)                           |
| المتوسط اليومي °م (°ف)                     | 27.0 (80.6)                           | 26.2 (79.2)                           | 25.1 (77.2)                           | 21.9 (71.4)                           | 18.3 (64.9)                           | 16.5 (61.7)                           | 16.1 (61.0)                           | 17.9 (64.2)                           | 19.2 (66.6)                           | 22.3 (72.1)                           | 24.2 (75.6)                           | 26.3 (79.3)                           | 21.8 (71.2)                           |
| متوسط درجة الحرارة الصغرى °م (°ف)          | 21.8 (71.2)                           | 21.3 (70.3)                           | 20.2 (68.4)                           | 17.4 (63.3)                           | 14.0 (57.2)                           | 12.3 (54.1)                           | 11.6 (52.9)                           | 13.1 (55.6)                           | 14.3 (57.7)                           | 17.1 (62.8)                           | 18.6 (65.5)                           | 20.7 (69.3)                           | 16.9 (62.4)                           |
| أدنى درجة حرارة °م (°ف)                    | 10.5 (50.9)                           | 10.3 (50.5)                           | 5.7 (42.3)                            | 4.3 (39.7)                            | 0.6 (33.1)                            | −1.5 (29.3)                           | −2.8 (27.0)                           | −1.8 (28.8)                           | 1.3 (34.3)                            | 4.8 (40.6)                            | 6.9 (44.4)                            | 9.6 (49.3)                            | −2.8 (27.0)                           |
| الهطول مم (إنش)                            | 167.2 (6.58)                          | 154.9 (6.10)                          | 144.1 (5.67)                          | 193.8 (7.63)                          | 138.2 (5.44)                          | 139.8 (5.50)                          | 103.3 (4.07)                          | 93.9 (3.70)                           | 145.1 (5.71)                          | 226.0 (8.90)                          | 181.0 (7.13)                          | 179.9 (7.08)                          | 1٬867٫2 (73.51)                       |
| متوسط أيام هطول الأمطار (≥ 0.1 mm)         | 10.3                                  | 9.6                                   | 9.0                                   | 10.2                                  | 8.3                                   | 9.4                                   | 9.0                                   | 8.3                                   | 10.9                                  | 11.3                                  | 9.5                                   | 9.4                                   | 115.2                                 |
| متوسط الرطوبة النسبية (%)                  | 68.5                                  | 72.1                                  | 73.0                                  | 76.4                                  | 77.4                                  | 78.8                                  | 74.7                                  | 70.3                                  | 69.8                                  | 69.8                                  | 66.9                                  | 65.8                                  | 72.0                                  |
| ساعات سطوع الشمس الشهرية                   | 248.0                                 | 214.7                                 | 170.5                                 | 195.0                                 | 186.0                                 | 144.0                                 | 158.1                                 | 161.2                                 | 111.0                                 | 201.5                                 | 219.0                                 | 232.5                                 | 2٬241٫5                               |
| نسبة وصول أشعة الشمس                       | 59                                    | 58                                    | 45                                    | 57                                    | 55                                    | 46                                    | 48                                    | 46                                    | 31                                    | 50                                    | 54                                    | 54                                    | 50                                    |
| المصدر #1: Servicio Meteorológico Nacional |                                       |                                       |                                       |                                       |                                       |                                       |                                       |                                       |                                       |                                       |                                       |                                       |                                       |
| المصدر #2: UNLP (sun only)                 |                                       |                                       |                                       |                                       |                                       |                                       |                                       |                                       |                                       |                                       |                                       |                                       |                                       |

## توأمة
لبوساداس، ميسيونيس (مدينة) اتفاقيات توأمة مع كل من:
- الباسيتي
- انكارناسيون
- رافينا

## أعلام
- هيكتور دي بورغوينغ
- خورخي دي اوليفيرا
- خيرمان كانو
- هوراسيو راميريز
- غونار غويلرمو نيلسن